# Факултет драмских умјетности Универзитета Црне Горе
Факултет драмских умjетности Универзитета Црне Горе јесте једна од образовних институција Универзитета Црне Горе. Факултет се налази на Цетињу, у згради некадашње турске амбасаде у Црној Гори.
Факултет је почео са радом школске 1994/95. године, као одјељење Факултета ликовних умјетности. Септембра 1997. основан је као самостална универзитетска јединица.
Основне и постдипломске специјалистичке студије на Факултету су предвиђене за наредне студијске групе: глума, режија (позоришна режија, филмска и ТВ режија), продукција, драматургија.
Факултет драмских уметности организује последипломске мастер студије за три студијске групе:
- Глума
- Режија
- Продукција

## Професори
Неки од садашњих чланова академског особља су:
- Никола Вукчевић - црногорски филмски редитељ
- Бранислав Мићуновић - бивши министар културе Црне Горе
- Марија Перовић - црногорска филмска редитељка
- Боро Стјепановић - босански глумац и редитељ